# 安全地帯LIVE
『安全地帯LIVE』（あんぜんちたいライヴ）は、日本のロックバンドである安全地帯の2枚目のライブ・アルバム。
1987年6月10日にKitty Recordsからリリースされた。前作『スターダスト・ランデヴー井上陽水・安全地帯LIVE AT 神宮』より約1年振り、安全地帯単体では2年振りとなる作品で、プロデューサーは星勝および金子章平、安全地帯が担当している。
1987年4月20日から4月25日に掛けて日本武道館にて行われた「安全地帯Vツアー」公演の模様が収録されており、5枚目のアルバム『安全地帯V』（1986年）の収録曲を中心とした選曲になっている。
後に同公演の模様を収録したライブ・ビデオ『To me 安全地帯LIVE』（1987年）がリリースされた（後述）。

## リリース、批評、チャート成績
| 専門評論家によるレビュー | 専門評論家によるレビュー |
| レビュー・スコア         | レビュー・スコア         |
| 出典                     | 評価                     |
| ------------------------ | ------------------------ |
| CDジャーナル             | 肯定的                   |

1987年6月10日にCDおよびCTの2形態でリリースされた。CDは1枚組であるものの2枚組ケース仕様の特殊装丁となっており、ライブの模様を撮影した写真集が同梱されている。1990年7月25日と1992年11月21日に、CD盤がそれぞれ再リリースされた。
音楽情報サイト『CDジャーナル』では、作詞家の松井五郎と玉置浩二を「名コンビ」と称し、両者による制作曲が16曲演奏されたことについて「ライブでの興奮が伝わってくる」と肯定的な評価を下した他、当時の安全地帯の活動について「名実共にトップ・グループの風格が備わってきた」とも指摘している。
オリコンアルバムチャートにおいて、本作のCDは最高位第3位の登場週数10回で売り上げ枚数は5.0万枚、カセットテープは最高位第4位の登場週数16回で売り上げ枚数は3.7万枚となり、累計の売り上げ枚数は8.7万枚となった。

## 収録曲
- ホーンアレンジ: 星勝

| #         | タイトル                                          | 作詞      | 作曲      | 編曲                   | 時間  |
| --------- | ------------------------------------------------- | --------- | --------- | ---------------------- | ----- |
| 1.        | 「パーティー」                                    | 松井五郎  | 玉置浩二  | 安全地帯、星勝、BAnaNA | 1:59  |
| 2.        | 「ふたりで踊ろう」                                | 松井五郎  | 玉置浩二  | 安全地帯、星勝、BAnaNA | 2:04  |
| 3.        | 「銀色のピストル」                                | 松井五郎  | 玉置浩二  | 安全地帯、星勝、BAnaNA | 3:46  |
| 4.        | 「好きさ」                                        | 松井五郎  | 玉置浩二  | 安全地帯、星勝、BAnaNA | 2:52  |
| 5.        | 「シルエット」                                    | 松井五郎  | 玉置浩二  | 安全地帯、星勝、BAnaNA | 1:38  |
| 6.        | 「海と少年」                                      | 松井五郎  | 玉置浩二  | 安全地帯、星勝、BAnaNA | 2:38  |
| 7.        | 「あのとき…」                                     | 松井五郎  | 玉置浩二  | 安全地帯、星勝、BAnaNA | 3:50  |
| 8.        | 「じれったい」                                    | 松井五郎  | 玉置浩二  | 安全地帯、星勝、BAnaNA | 3:38  |
| 9.        | 「メドレー: こしゃくなTEL〜眠れない隣人〜熱視線」 | 松井五郎  | 玉置浩二  | 安全地帯、星勝、BAnaNA | 4:52  |
| 合計時間: | 合計時間:                                         | 合計時間: | 合計時間: | 合計時間:              | 27:17 |

| #         | タイトル             | 作詞      | 作曲      | 編曲                   | 時間  |
| --------- | -------------------- | --------- | --------- | ---------------------- | ----- |
| 10.       | 「どーだい」         | 松井五郎  | 玉置浩二  | 安全地帯、星勝、BAnaNA | 2:24  |
| 11.       | 「Friend」           | 松井五郎  | 玉置浩二  | 安全地帯、星勝、BAnaNA | 4:22  |
| 12.       | 「ほゝえみ」         | 松井五郎  | 玉置浩二  | 安全地帯、星勝、BAnaNA | 4:11  |
| 13.       | 「今夜はYES」        | 松井五郎  | 玉置浩二  | 安全地帯、星勝、BAnaNA | 2:44  |
| 14.       | 「To me」            | 松井五郎  | 玉置浩二  | 安全地帯、星勝、BAnaNA | 3:40  |
| 15.       | 「悲しみにさよなら」 | 松井五郎  | 玉置浩二  | 安全地帯、星勝、BAnaNA | 4:32  |
| 16.       | 「ゆびきり」         | 松井五郎  | 玉置浩二  | 安全地帯、星勝、BAnaNA | 4:26  |
| 合計時間: | 合計時間:            | 合計時間: | 合計時間: | 合計時間:              | 26:19 |

## スタッフ・クレジット

### 安全地帯
- 玉置浩二 – ボーカル
- 矢萩渉 – ギター
- 武沢豊 – ギター
- 六土開正 – ベース、キーボード
- 田中裕二 – ドラムス

### 参加ミュージシャン
- 川島裕二 – シンセサイザー
- 中西康晴 – ピアノ
- 蛎崎弘 – コーラス

#### Safety Hones
- 荒木敏夫 – トランペット
- 河東伸夫 – トランペット
- 佐野聡 – トロンボーン
- 平原まこと – サクソフォーン

#### コンサートスタッフ
- 坂井祐司（キティ・アーティスト） – アーティスト・マネージャー
- 中條美孝（キティ・アーティスト） – ツアー・マネージャー
- 越井巧（ホリーズ） – パーソナル・マネージャー
- 柿沢健次郎（K2S） – ステージ・ディレクター
- 溝越貴弘 – アシスト・ステージ・ディレクター
- 田代尚樹 – サウンド・ディレクター
- 小松紀之（G・Y・N・E） – フォールドバックミキサー
- 小寺紀康 – サウンド・エンジニア
- 関根等 – サウンド・エンジニア
- 木下孝 – サウンド・エンジニア
- 根本和美（バリライトアジア） – ライトニング・デザイナー
- 藤田康夫 – ライトニング・エンジニア
- 細島裕之 – ライトニング・エンジニア
- Sam Peleo – ライトニング・エンジニア
- 松山晋（E・T・C） – 音楽機器
- 最上三樹夫 – 音楽機器
- 本田昌生 – 音楽機器
- 大村佳則 – 音楽機器
- 表孝（シミズ舞台） – シーンマン
- 若井幸夫 – シーンマン
- 桑畑幸次 – シーンマン
- 大厨千春（峯岸運輸） – 交通機関
- 新井誠 – 交通機関
- 斉藤高夫 – 交通機関
- 大河原忠 – 交通機関
- 久田友明 – 交通機関
- パールドラム – スペシャル・サンクス

#### 録音スタッフ
- 星勝 – プロデューサー
- 金子章平 – プロデューサー
- 安全地帯 – プロデューサー
- 近藤由紀夫 – ディレクター
- 諸鍜治辰也（MIG） – レコーディング・エンジニア、リミックス・エンジニア
- 田中邦明（S・C・I） – ライヴレコーディング・エンジニア
- 五味義雄（S・C・I） – ライヴレコーディング・エンジニア
- 森卓也（MIG） – アシスト
- 長島道秀（MIX） – アシスト
- 最上三樹夫（E・T・C） – MIDI システム・エンジニア
- 松山晋 – 音楽機器
- 最上三樹夫 – 音楽機器
- 本田昌生 – 音楽機器
- 大村佳則 – 音楽機器

### 制作スタッフ
- 多賀英典 – エグゼクティブ・プロデューサー
- 坂井祐司（キティ・アーティスト） – アーティスト・マネージャー
- 越井巧（ホリーズ） – パーソナル・マネージャー

## チャート
| チャート         | 最高順位 | 登場週数 | 売上数  | 規格 |
| ---------------- | -------- | -------- | ------- | ---- |
| 日本（オリコン） | 3位      | 10回     | 5.0万枚 | CD   |
| 日本（オリコン） | 4位      | 16回     | 3.7万枚 | CT   |

## リリース日一覧
| No. | 地域 | リリース日     | レーベル             | 規格 | 規格品番  | 備考   | 出典        |
| --- | ---- | -------------- | -------------------- | ---- | --------- | ------ | ----------- |
| 1   | 日本 | 1987年6月10日  | Kitty Records        | CD   | H35K20080 |        |             |
| 2   | 日本 | 1987年6月10日  | Kitty Records        | CT   | 32CS0140  |        |             |
| 3   | 香港 | 1987年         | ポリドール・レコード | LP   | 833 352-1 |        |             |
| 3   | 日本 | 1990年7月25日  | Kitty Records        | CD   | KTCR-1040 |        | [ 3 ]       |
| 3   | 日本 | 1992年11月21日 | Kitty Records        | CD   | KTCR-1211 | 廉価版 | [ 2 ] [ 4 ] |

## To me 安全地帯LIVE
『To me 安全地帯LIVE』（トゥー・ミー・あんぜんちたい・ライヴ）は、日本のロックバンドである安全地帯のライブ・ビデオ。
1987年6月21日にキティ・エンタープライズからリリースされ、前作『STARDUST RENDEZ-VOUS スターダスト・ランデブー 井上陽水・安全地帯 LIVE at 神宮球場』より約1年ぶりとなる作品である。
1987年4月21日〜4月24日に日本武道館にて行われた「安全地帯Vツアー」公演の模様が収録されており、ライブ・アルバム『安全地帯LIVE』同様、アルバム『安全地帯V』（1986年）の収録曲を中心とした選曲になっているが、開催日時が異なるライヴが収録されているため、曲順に差異がある。

### リリース
1987年6月21日にVHSとβの2形態でリリースされ、1987年7月10日にLDとVHDでリリースされた。1992年11月21日にVHSとLDが、1999年5月19日にVHSのみ再リリースされた。2000年12月20日にDVDとして再リリースされ、2003年2月19日と2020年10月7日に期間限定でリリースされた。

### 収録曲
- ホーンアレンジ: 星勝

| #   | タイトル                                          | 作詞     | 作曲     | 編曲                   |
| --- | ------------------------------------------------- | -------- | -------- | ---------------------- |
| 1.  | 「パーティー」                                    | 松井五郎 | 玉置浩二 | 安全地帯、星勝、BAnaNA |
| 2.  | 「ふたりで踊ろう」                                | 松井五郎 | 玉置浩二 | 安全地帯、星勝、BAnaNA |
| 3.  | 「好きさ」                                        | 松井五郎 | 玉置浩二 | 安全地帯、星勝、BAnaNA |
| 4.  | 「あのとき…」                                     | 松井五郎 | 玉置浩二 | 安全地帯、星勝、BAnaNA |
| 5.  | 「じれったい」                                    | 松井五郎 | 玉置浩二 | 安全地帯、星勝、BAnaNA |
| 6.  | 「メドレー: こしゃくなTEL〜眠れない隣人〜熱視線」 | 松井五郎 | 玉置浩二 | 安全地帯、星勝、BAnaNA |
| 7.  | 「どーだい」                                      | 松井五郎 | 玉置浩二 | 安全地帯、星勝、BAnaNA |
| 8.  | 「Friend」                                        | 松井五郎 | 玉置浩二 | 安全地帯、星勝、BAnaNA |
| 9.  | 「ほゝえみ」                                      | 松井五郎 | 玉置浩二 | 安全地帯、星勝、BAnaNA |
| 10. | 「今夜はYES」                                     | 松井五郎 | 玉置浩二 | 安全地帯、星勝、BAnaNA |
| 11. | 「夢になれ」                                      | 松井五郎 | 玉置浩二 | 安全地帯、星勝、BAnaNA |
| 12. | 「To me」                                         | 松井五郎 | 玉置浩二 | 安全地帯、星勝、BAnaNA |
| 13. | 「悲しみにさよなら」                              | 松井五郎 | 玉置浩二 | 安全地帯、星勝、BAnaNA |
| 14. | 「ゆびきり」                                      | 松井五郎 | 玉置浩二 | 安全地帯、星勝、BAnaNA |

### リリース日一覧
| No. | 日付           | レーベル                 | 規格 | 規格品番   | 備考                             | 出典         |
| --- | -------------- | ------------------------ | ---- | ---------- | -------------------------------- | ------------ |
| 1   | 1987年6月21日  | キティ・エンタープライズ | VHS  | V98M-4111  |                                  |              |
| 2   | 1987年6月21日  | キティ・エンタープライズ | β    | X98M-4111  |                                  |              |
| 3   | 1987年7月10日  | キティ・エンタープライズ | LD   | JK078-0014 |                                  |              |
| 4   | 1987年7月10日  | キティ・エンタープライズ | VHD  | KTYM135    |                                  |              |
| 5   | 1992年11月21日 | Kitty Records            | VHS  | KTVV-1023  |                                  |              |
| 6   | 1992年11月21日 | Kitty Records            | LD   | KTLV-1023  |                                  |              |
| 4   | 1999年5月19日  | キティ・エンタープライズ | VHS  | KTVV-1057  |                                  | [ 6 ]        |
| 5   | 2000年12月20日 | キティMME                | DVD  | UMBK-1004  |                                  | [ 7 ] [ 8 ]  |
| 6   | 2003年2月19日  | ユニバーサルミュージック | DVD  | UMBK-9056  | 2003年3月31日までの期間限定生産  | [ 9 ] [ 10 ] |
| 7   | 2020年10月7日  | ユニバーサルミュージック | DVD  | UMBK-9056  | 2020年12月31日までの期間限定生産 | [ 11 ] [ 5 ] |